# Izluciîste, Sofiivka
Izluciîste (în ucraineană Ізлучисте) este un sat în comuna Kameanka din raionul Sofiivka, regiunea Dnipropetrovsk, Ucraina.

## Demografie
Componența lingvistică a localității Izluciîste
     Ucraineană (98,54%)
     Rusă (1,46%)
Conform recensământului din 2001, majoritatea populației localității Izluciîste era vorbitoare de ucraineană (98,54%), existând în minoritate și vorbitori de rusă (1,46%).